# Pisanello
Pisanello, pseudonimo di Antonio di Puccio Pisano (Pisa o Verona, ante 1395 – Napoli, 1455 circa), è stato un pittore e medaglista italiano, tra i maggiori esponenti del gotico internazionale in Italia. Egli è noto soprattutto per gli splendidi affreschi di grandi dimensioni, sospesi tra realismo e mondo fantastico e popolati da innumerevoli figure, con colori brillanti e tratti precisi; tuttavia tali opere sono in larga parte andate perdute, a causa di incidenti, dell'incuria o di distruzioni volontarie, per via del mutare del gusto, soprattutto nei secoli del Rinascimento e del Barocco. Nell'arco della sua carriera artistica si dedicò con successo anche all'attività di medaglista, raggiungendo vertici che, secondo alcuni, sono in questo campo insuperati.

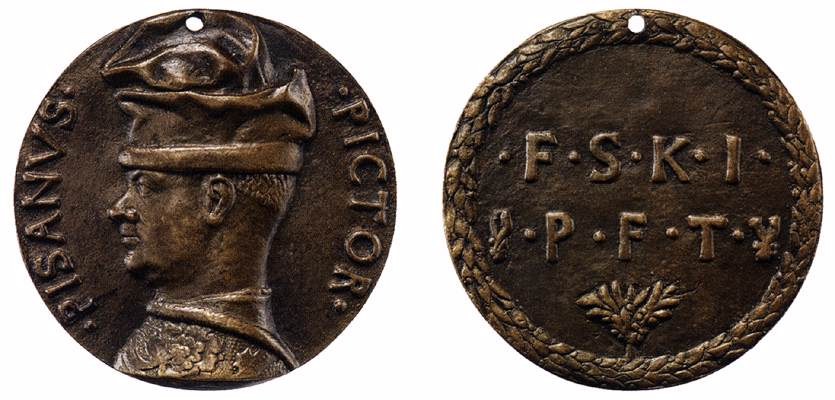
Medaglia con effigie di Pisanello, attribuita ad Antonio Marescotti. Il verso reca l'iscrizione "F[ides] S[pes] K[aritas], I[ustitia] P[rudentia] F[ortitudo] T[emperantia]"

Nessuno prima di lui era giunto a un'analisi del mondo naturale così accurata, come testimonia la sua vastissima produzione grafica. Famosi sono infatti i suoi studi dal vero di personaggi e animali su disegno, tra i migliori dell'epoca, superati solo sul finire del XV secolo dall'occhio indagatore di Leonardo da Vinci o di Albrecht Dürer.
Venne acclamato da molti poeti, su tutti Guarino da Verona, e dai letterati e umanisti del tempo, come il Porcellio. Lavorò per il doge di Venezia, per il papa, per le corti di Verona, Ferrara, Mantova, Milano, Rimini e negli ultimi anni per il re di Napoli. Verso la metà del XV secolo, tuttavia, la sua celebrità declinò rapidamente, per via del diffondersi del linguaggio rinascimentale. Pisanello non fu comunque immune alla novità dell'Umanesimo, come si vede bene nelle sue opere di medaglista, ma la sua visione stilistica non riuscì mai ad adottare una spazialità razionalmente prospettica.

## Biografia

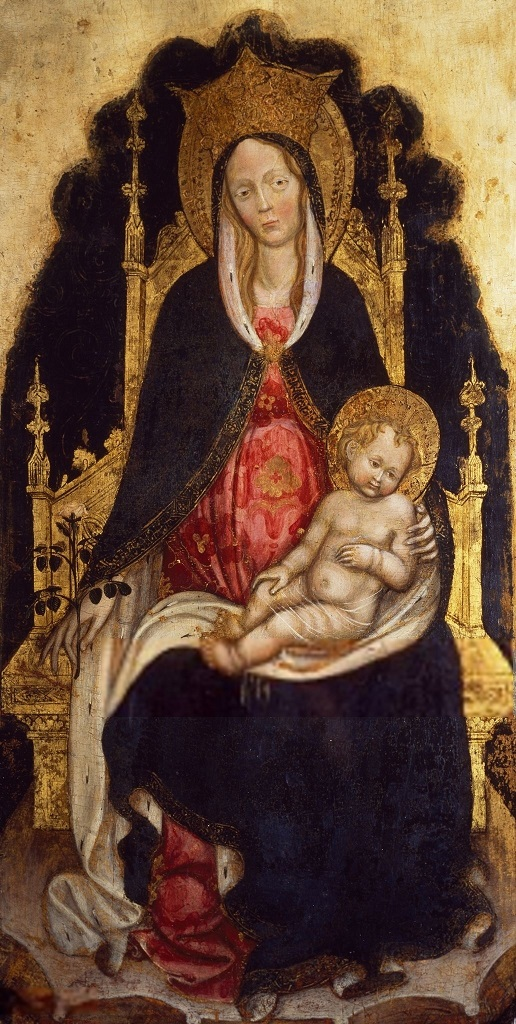
Madonna di Palazzo Venezia, da alcuni indicata come prima opera ascrivibile a Pisanello

Ampi periodi della vita di Pisanello sono tuttora avvolti da un alone di mistero. La data di nascita è ignota e controversa: viene generalmente collocata tra il 1380 e il 1395; la morte si presume sia avvenuta tra il 1450 e il 1455. Quanto al luogo di nascita, l'ipotesi che fosse stato Pisa si basa solo sul nome, che molto più probabilmente derivava invece per via del padre, ser Puccio di Giovanni di Cerreto, che era effettivamente pisano, e che aveva trafficato anche a Verona, essendo le due città, per un breve lasso di tempo alla fine del Trecento, nei possedimenti dei Visconti. Qui infatti ser Puccio aveva trovato moglie e celebrato il matrimonio. Molti sono i nomi di cittadini pisani in atti e testamenti veronesi del periodo, che testimoniano una consistente comunità ivi stanziata. Probabile è quindi che Pisanello fosse nato a Verona, patria di sua madre, anche se ciò non è dimostrabile.
Per circa quattro secoli il pittore fu erroneamente chiamato "Vittore" Pisano, a cominciare da Giorgio Vasari che nel redigere Le Vite si confuse forse con il celebre Vettor Pisani, ammiraglio della Serenissima nel XIV secolo. L'errore fu smascherato solo nel 1902, quando Zippel pubblicò un'orazione del letterato ferrarese Ludovico Carbone, dove si parlava di un ritratto fatto al duca da "Antonius Pisanus". Il nome di Antonio venne confermato poi una volta per tutte da altra documentazione, ricercata e pubblicata da Biadego tra il 1906 e il 1918.

### Infanzia
Il primo documento che riguarda Pisanello è datato 1395, quando il padre Puccio di Giovanni di Cerreto fece testamento eleggendo come erede universale il figlio Antonio e come usufruttuaria la moglie Isabetta del fu Niccolò Zuperio, della contrada di San Paolo in Verona. Probabilmente l'uomo morì poco dopo. Il documento è comunque una copia dell'atto originale, redatto in Pisa e irrecuperabile, contenuto in un documento veronese del 1424.
Esiste un'annotazione anagrafica della parrocchia di San Paolo in Campo Marzo a Verona che segnalava Antonio come trentaseienne nel 1433 e che sarebbe dunque errata, facendo cadere la data di nascita del pittore al 1397, due anni dopo il testamento del padre. Nel 1404 sua madre risulta risposata con Bartolomeo da Pisa, con il quale la stessa Isabetta aveva avuto nel 1398 una figlia, Bona. Tra il 1409 e il 1411 negli estimi veronesi il nome di Isabetta compare spesso come capofamiglia: nel 1409 essa risulta infatti vedova del secondo marito, mentre per trovarvi il nome di Antonio si deve aspettare il 1443, un anno dopo la morte della madre.

### La formazione a Verona
Fino a circa il 1415 Pisanello dovette rimanere a Verona. Dai documenti le condizioni della sua famiglia risultano sempre buone.
Molto poco si sa della sua formazione ed è ormai universalmente respinta la ricostruzione vasariana di un apprendistato fiorentino nella bottega di Andrea del Castagno. In verità la mancanza di opere giovanili del Pisanello (attribuibili con certezza) rende impossibili raffronti con l'opera di altri maestri al fine di scorgerne le influenze. L'unico dato plausibile è che questa formazione sia avvenuta proprio a Verona, probabilmente sotto la guida di Stefano, e a riprova di questa tesi è menzionata da taluni come possibile lavoro giovanile la tavola di una Madonna in trono, oggi presso il Museo nazionale del Palazzo di Venezia a Roma, dove si leggerebbe l'influenza di Stefano. La tavola in questione tuttavia è di attribuzione incerta e non manca chi l'attribuisce ad altri o anche direttamente a Stefano.
Comunque è indiscutibile che Pisanello assimilò a fondo la grande cultura tardogotica settentrionale, che raggiunse poi l'estremo culmine proprio con la sua opera. Inoltre la critica è abbastanza concorde nell'attribuire una certa influenza nel giovane artista della lezione per il gusto decorativo di Altichiero (a sua volta derivata da Giotto), legata soprattutto alle architetture di sfondo o al disegno attento degli animali, in particolare dei cavalli.

### L'incontro con Gentile a Venezia

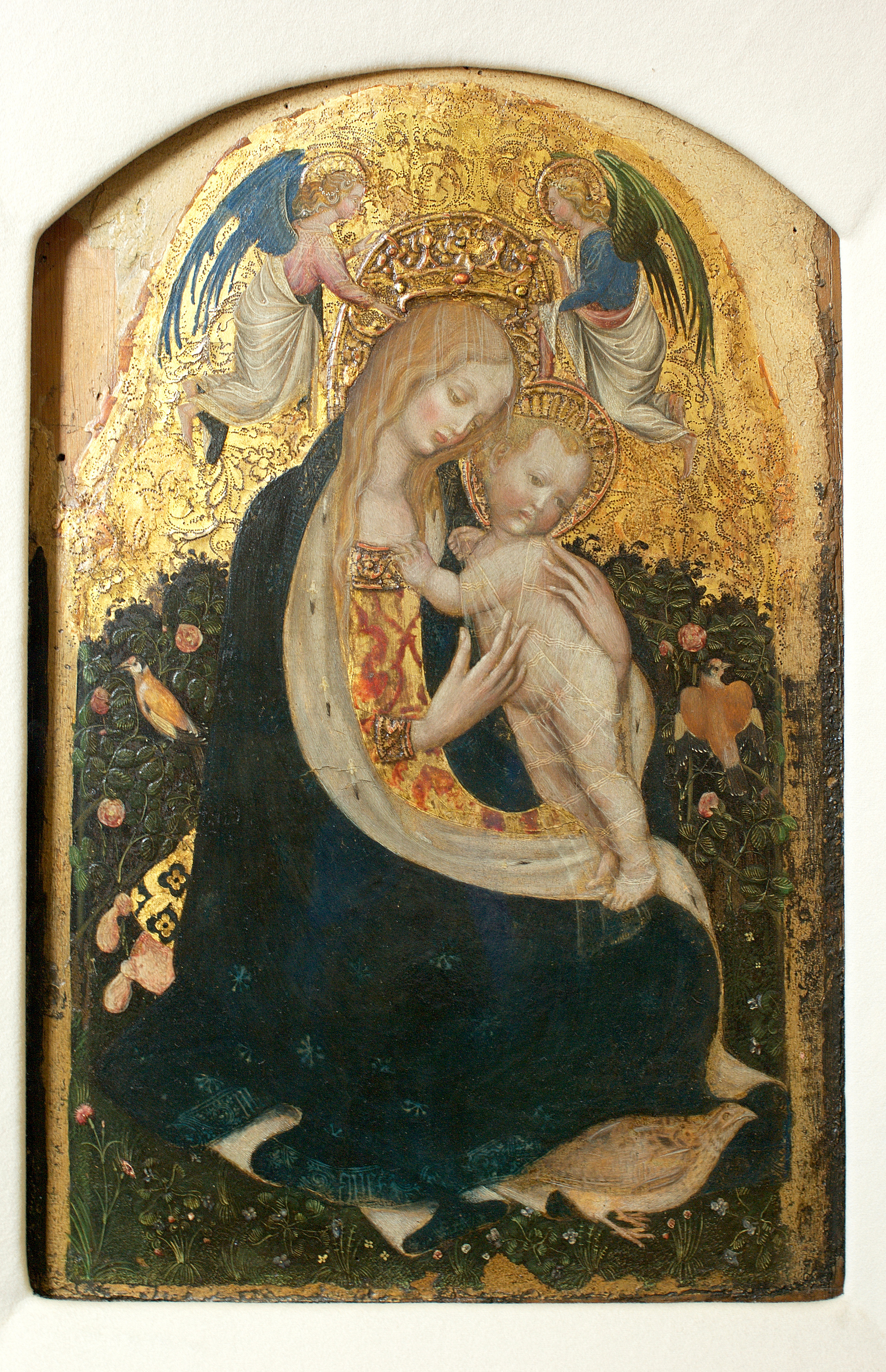
Madonna della Quaglia, 1420 circa. Tempera e oro su tavola, 50×33 cm. Museo di Castelvecchio, Verona

Si esce dal periodo buio della conoscenza dell'opera di Pisanello solo con l'instaurarsi del sodalizio con Gentile da Fabriano. I due artisti si conobbero probabilmente a Venezia tra il 1415 e il 1422 circa, quando Pisanello venne chiamato a continuare la decorazione ad affresco della sala del Maggior Consiglio nel Palazzo Ducale, iniziata da Gentile. Qui Pisanello dipinse l'episodio di Federico Barbarossa supplicato dal figlio Ottone nell'ambito delle storie della guerra tra il Barbarossa e papa Alessandro III. L'opera venne prima ritoccata nel 1488 da Alvise Vivarini e infine distrutta da un incendio nel 1577, per cui non ne resta niente.
Della seconda collaborazione con Gentile da Fabriano oggi restano in larga parte solo tracce stilistiche e storico-documentarie. Al 1420 circa viene fatta risalire la Madonna della Quaglia, prima opera pressoché certa di Pisanello pervenutaci, dove si nota un influsso di Gentile soprattutto nel confronto con alcune tavole di analogo tema dell'artista fabrianese, quali la Madonna in trono col Bambino e angeli musicanti (Perugia, Galleria nazionale dell'Umbria) e la Madonna dell'Umiltà (Pisa, Museo nazionale di San Matteo). Vi si riscontrano però anche influenze di autori lombardo-veneti, quali Stefano e Michelino da Besozzo, in particolare riguardo a opere come la Madonna del Roseto (Verona, Museo di Castelvecchio), variamente attribuita all'uno o all'altro.

### Primo soggiorno a Mantova
Nel 1422 Pisanello si trasferì a Mantova al servizio del giovane Ludovico III Gonzaga, cominciando ad acquisire grande fama all'interno delle varie corti lombarde, che iniziarono a contendersi i suoi servigi. La sua presenza in città è documentata il 4 luglio e il 12 agosto di quell'anno e ancora il 10 agosto 1423, su documenti relativi all'acquisto di un appezzamento di terreno nella contrada di San Paolo. Alla corte di Mantova Pisanello venne in contatto con i primi fermenti umanistici, che venivano allora usati soprattutto in chiave di celebrazione dinastica.
Nel 1423 Gentile da Fabriano si trovava a Firenze, lavorando alla Pala Strozzi. Valutando somiglianze tra brani dell'opera di Gentile e alcuni disegni del Codice Vallardi, alcuni storici hanno ipotizzato in questo periodo un soggiorno di Pisanello a Firenze, proposta in genere scartata o messa in dubbio dalla maggior parte degli studiosi, con qualche eccezione (Coletti, Chiarelli), che accoglie anche la menzione vasariana dell'artista "giovinetto" al lavoro nella prima chiesa del Tempio a Firenze. La pala di Gentile è tuttavia citata esplicitamente da artisti veneziani che non soggiornarono mai a Firenze, come Antonio Vivarini e Giovanni d'Alemania, da cui si può immaginare che in Laguna esistessero lavori perduti di Gentile che anticipavano brani del suo capolavoro. Pisanello l'avrebbe comunque potuto vedere in seguito, magari viaggiando verso Roma.

### Pavia

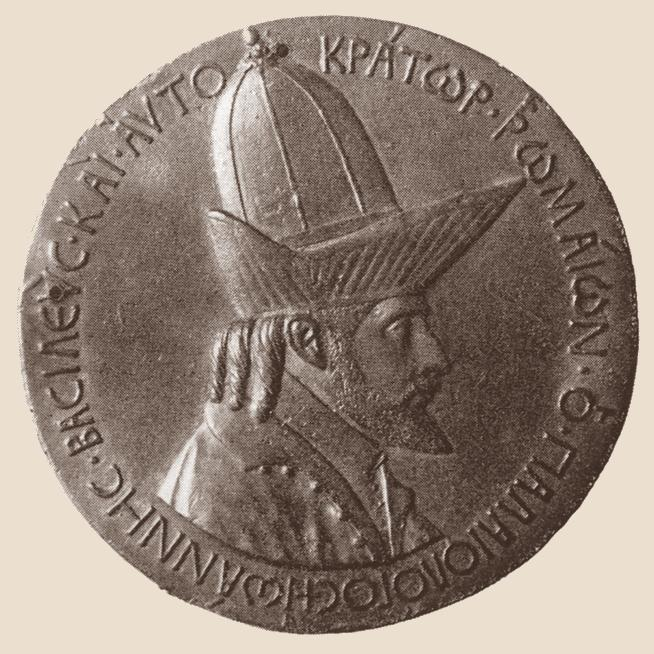
Medaglia di Giovanni VIII Paleologo, 1438. Bronzo

Mentre a Verona il terzo marito di Isabetta dettava testamento passando probabilmente di lì a poco a miglior vita (22 settembre 1424), a Pavia Filippo Maria Visconti faceva sistemare e abbellire il castello, in previsione dell'arrivo di un ospite illustrissimo, l'imperatore bizantino Giovanni VIII Paleologo. A quest'anno vengono generalmente fatti risalire gli affreschi di Pisanello nel Castello con raffigurazioni di caccia.
Dell'opera resta solo una descrizione del Breventano (1570):
(S. Breventano, Istorie delle antichità di Pavia, Pavia 1570.)
Il castello, infatti, il 4 settembre 1527 fu colpito dalle artiglierie dell'esercito francese, che distrussero tutti gli affreschi nelle sale.

### Secondo soggiorno a Mantova e rientro a Verona

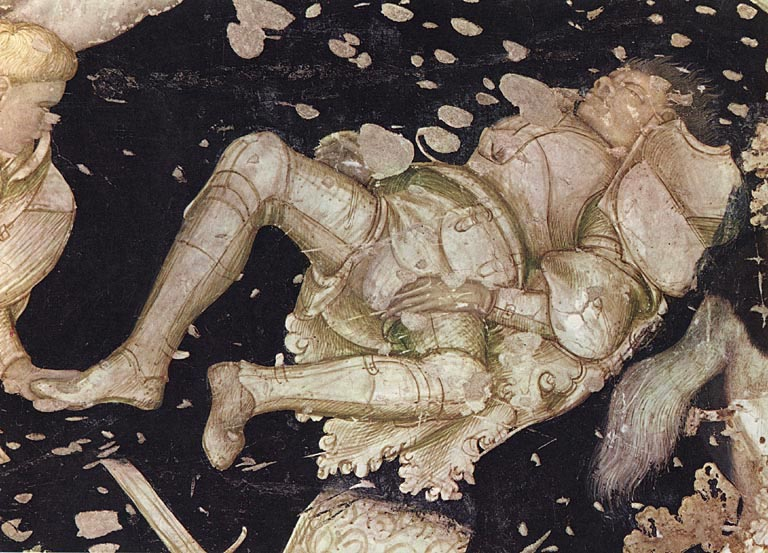
Torneo-battaglia di Louvezerp, dettaglio, 1424-1426 circa. Affresco. Palazzo Ducale, Mantova

Nel periodo tra 1424 e 1426 Pisanello stette alla corte dei Gonzaga, come testimoniano vari pagamenti nei registri amministrativi. A questo periodo risalgono forse gli affreschi nella Corte vecchia di Palazzo Ducale, con il frenetico Torneo-battaglia di Louvezerp, ispirato al mondo letterario cortese. Nell'opera compare infatti l'impresa araldica di Gianfrancesco Gonzaga, un pellicano, che si vede in un voluminoso cappello di un nano a cavallo; sotto di esso si trova il cavaliere dall'impresa del Graal Bohort, ipotetico antenato di casa Gonzaga. L'attribuzione all'epoca di Ludovico III Gonzaga fu sostenuta per prima da Johanna Woods-Marsden nel 1988, e in seguito è stata abbandonata.
Nel 1426 dovette rientrare a Verona, stando alla data apposta sul Monumento a Niccolò Brenzoni nella chiesa di San Fermo Maggiore. Quest'opera, con l'apparato scultoreo eseguito dal fiorentino Nanni di Bartolo, comprende un'Annunciazione nella parte in alto e gli Arcangeli Michele e Raffaele ai lati del monumento vero e proprio, in cui sono evidenti gli influssi di Gentile.

### A Roma

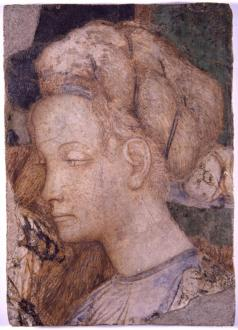
Testa di dama, attribuita al ciclo di San Giovanni in Laterano di Pisanello e Gentile. Museo nazionale del Palazzo di Venezia, Roma

Nel 1427 morì a Roma Gentile da Fabriano, mentre stava lavorando a un perduto ciclo di affreschi nella navata centrale della basilica di San Giovanni in Laterano. Nel testamento l'artista lasciò gli strumenti da lavoro a Pisanello, il quale non è chiaro se fosse già a Roma ad aiutare il collega o se vi si sarebbe recato in un secondo momento. In ogni caso nel 1431 il pittore risultava accreditato alla corte pontificia, con la registrazione di provvigioni a suo carico il 18 aprile e il 27 novembre di quell'anno e il 28 febbraio 1432. Di questo ciclo di affreschi con Storie di San Giovanni Battista e Storie di Cristo, che decorava l'intera navata centrale, non vi è più traccia poiché venne distrutto durante il rifacimento della basilica compiuto nel 1650 da Borromini. Lo stesso Borromini disegnò una parziale riproduzione delle decorazioni quattrocentesche su un foglio che oggi si trova a Berlino presso la Kunstbibliothek. Alcuni studiosi hanno inoltre individuato una serie di disegni nel corpus pisanelliano con soggetto pertinente, che potrebbero essere studi preparatori per questo lavoro o copie degli episodi di Gentile. Frammenti del ciclo, attribuiti ora a Gentile ora a Pisanello, sono la Testa di dama al museo nazionale del Palazzo di Venezia a Roma e il Ritratto di Carlo Magno alla Pinacoteca vaticana.

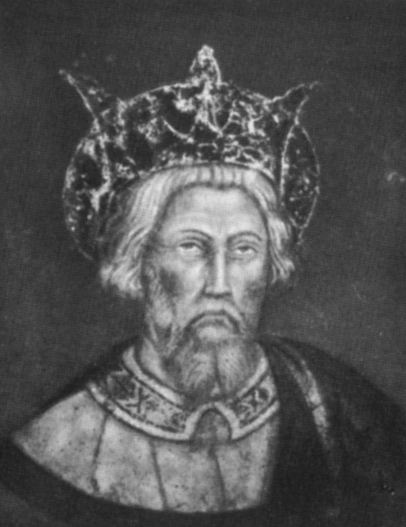
Carlo Magno. Pinacoteca vaticana, Roma

Contagiato dall'interesse antiquario inaugurato da Francesco Petrarca nel secolo precedente, Pisanello e gli artisti della sua bottega eseguirono un cospicuo numero di disegni che copiavano figure dei sarcofagi romani e altre anticaglie, come ne restano per esempio alla Biblioteca Ambrosiana.
Da Roma Pisanello spedì una lettera al signore di Milano Filippo Maria Visconti (28 giugno 1431), in cui lo pregava di attendere fino a ottobre per una certa opera che gli aveva promesso. Non si cita l'oggetto di tale promessa, forse un dipinto che poi non vide la luce o che è andato disperso, in ogni caso non la medaglia del duca di Milano, eseguita verosimilmente nel 1441.
A questo periodo viene fatto risalire anche il Ritratto di Sigismondo di Lussemburgo, in Italia tra 1431 e 1433, opera della quale restano anche alcuni disegni preparatori. L'imperatore visitò nell'ordine Milano, Mantova e Roma, ma non è chiaro dove l'artista possa averlo incontrato.
Il 26 luglio 1432 Pisanello ricevette un salvacondotto da papa Eugenio IV per lasciare Roma. Il pittore, che vi è indicato come «dilectus filus familiaris noster», doveva infatti recarsi in varie città italiane, non specificate, che alcuni hanno ipotizzato comprendere anche città toscane, secondo quel filone critico che vorrebbe l'artista partecipe delle novità rinascimentali.
L'unica città documentata in questo tragitto, forse diretto a Verona, è Ferrara, da dove Leonello d'Este inviò una lettera il 20 gennaio 1433 al fratello Meliaduse a Roma, per sollecitare l'invio di una Madonna che Pisanello aveva lasciato per lui a Roma presso un suo familiare. In tale lettera è poi menzionato esplicitamente il passaggio per Ferrara del pittore, che è chiamato «omnium pictorum huiusce aetatis egregius» (eminente tra tutti i pittori dell'epoca presente). In un mandato del 1435 si apprende poi che un famiglio di Pisanello aveva portato al marchese di Ferrara un'effigie di Giulio Cesare, perduta, forse un dono di nozze per il principe-umanista.

### Gli affreschi di Santa Anastasia a Verona

San Giorgio e la principessa, dettaglio, 1436 - 1438 circa. Affresco. Basilica di Santa Anastasia, Verona

Tra il 1433 e il 1438 l'artista è documentato a Verona, nell'anagrafe e in varie annotazioni di pagamento. Qui viveva in contrada San Paolo con la madre vedova e con una figlia di nome Camilla (mentre non si ha nessuna notizia di una moglie né di un suo matrimonio). A questi anni sono in genere datati gli affreschi con San Giorgio e la principessa nella basilica veronese di Santa Anastasia, ai quali è oggi in larga parte legata la fama dell'artista. Gli affreschi sono variamente datati al 1433-1434 o al 1437-1438.

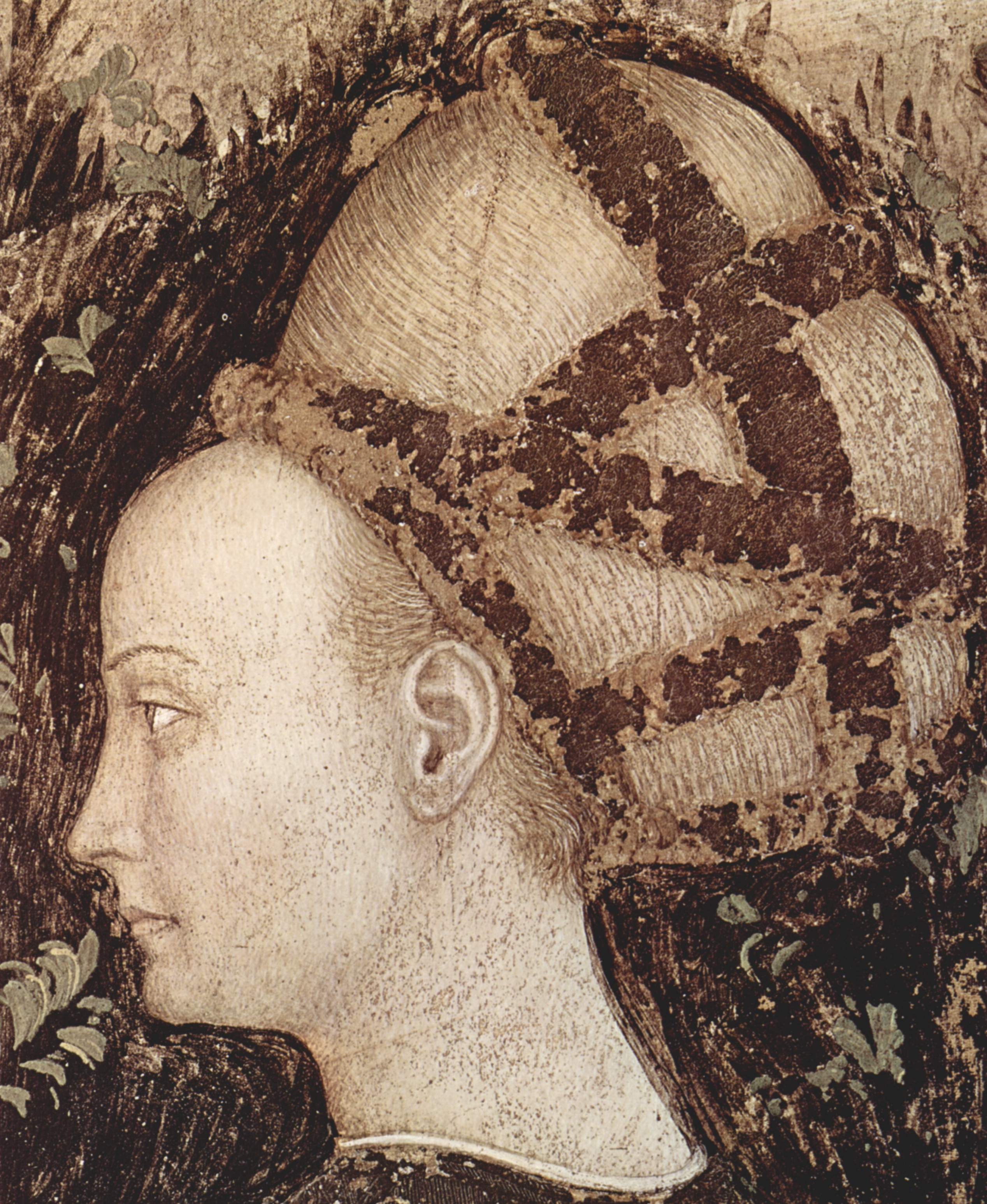
San Giorgio e la principessa, dettaglio con la testa della principessa, 1436-1438 circa. Affresco. Basilica di Santa Anastasia, Verona

La parte più importante di questa decorazione, che copre l'arco esterno della Cappella Pellegrini, è costituita dal celeberrimo affresco che raffigura san Giorgio mentre si accomiata dalla principessa di Trebisonda per andare ad affrontare il drago al di là del mare. È un'opera ricca di suggestioni e allegorie (la più evocativa è forse quella degli impiccati sullo sfondo) ed è certamente uno dei più grandi capolavori pittorici del tardogotico. Tipicamente cortesi sono l'atmosfera fiabesca in cui è calata la leggenda di san Giorgio, la ricchezza delle armature e dei paramenti delle cavalcature, la ricercatezza delle vesti e delle acconciature della principessa e del suo seguito, le immaginifiche architetture di sfondo della fantastica città di Trebisonda. Un certo avanzamento, più o meno consapevole, verso una sensibilità definibile "rinascimentale", si registra però nella nuova disposizione psicologica dei personaggi, caratterizzata da un'emotività pensosa che rompe con il tradizionale distacco impenetrabile dei personaggi del mondo cortese. È inoltre innegabile una riconquista di valori plastici e spaziali che, sebbene siano esenti da un'impostazione prospettica razionale, mostrano l'abilità del pittore nel disporre le figure su più piani, soprattutto negli arditi e convincenti scorci dei cavalli.

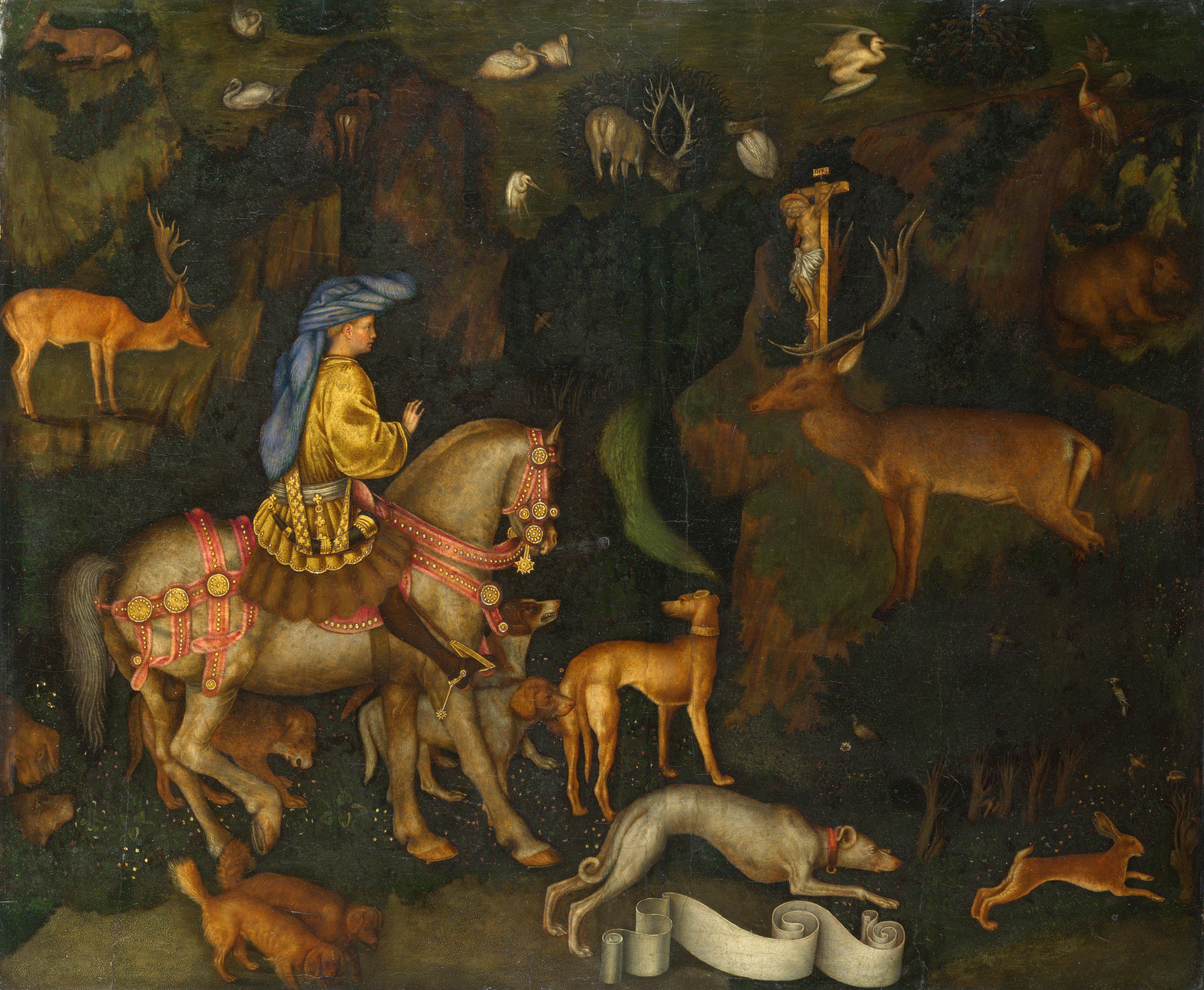
La Visione di sant'Eustachio, 1436-1438. Tempera su tavola, 65×53 cm. National Gallery, Londra

Come è tipico di Pisanello, molti sono gli animali presenti sulla scena, magistralmente raffigurati dopo attenti studi dal vero condotti in disegni, molti dei quali ci sono pervenuti. Purtroppo l'opera rimase a lungo esposta alle infiltrazioni d'acqua provenienti dal tetto della chiesa riportandone seri danni, che hanno colpito soprattutto la parte sinistra dell'affresco dove è raffigurato l'antro del drago. Perduti sono i molti inserti metallici che arricchivano l'effetto scenico: pare che intenzione di Pisanello fosse quello di produrre un "effetto miraggio" negli osservatori, favorito dalla circostanza che l'affresco è collocato a molti metri da terra.
Al 1436-1438 è attribuita anche la tavola della Visione di sant'Eustachio, popolata di un gran numero di animali accuratamente descritti.

### Il concilio di Ferrara

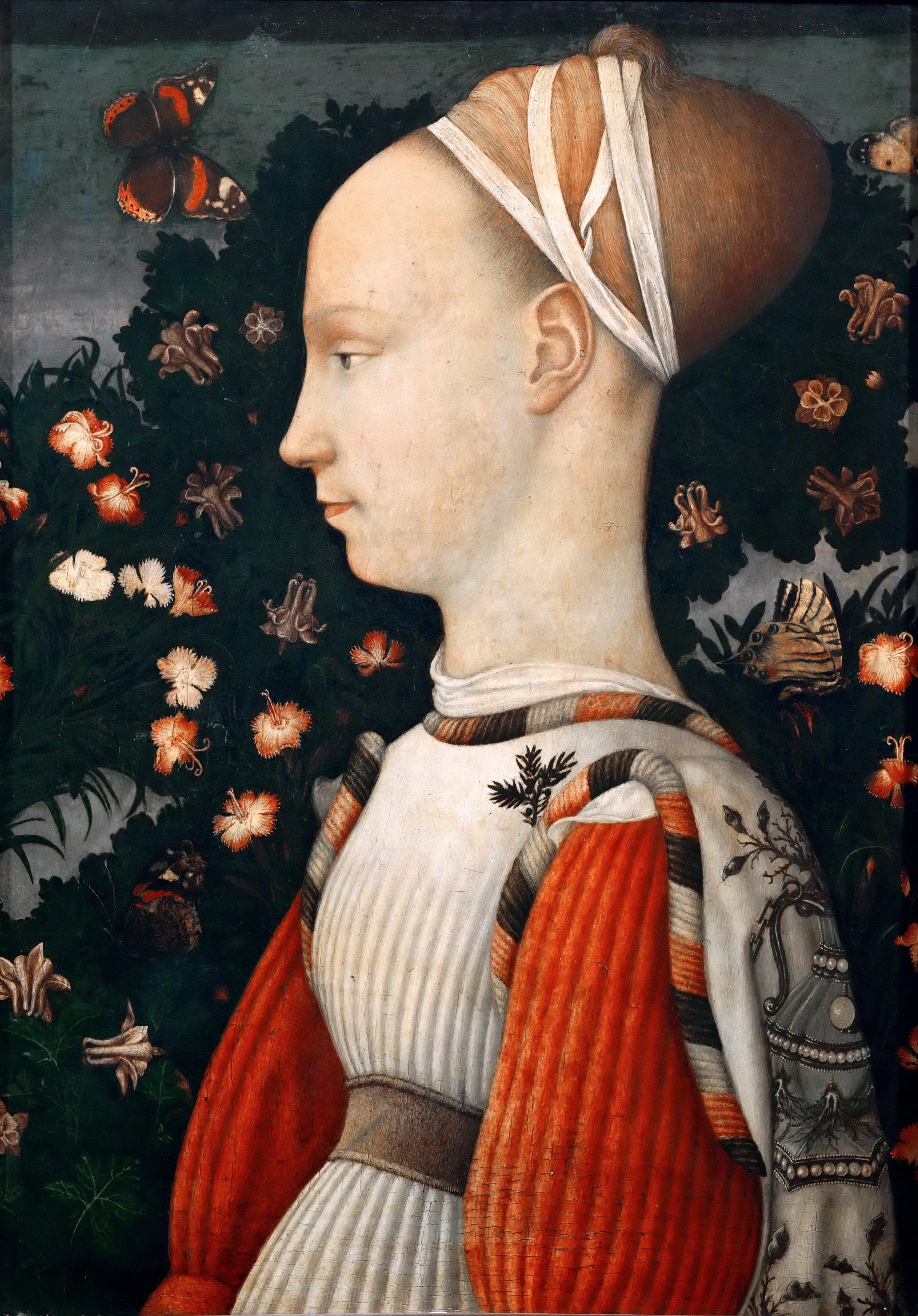
Ritratto di principessa estense (Ginevra d'Este o Margherita Gonzaga), 1435-1449. Tempera su tavola, 43×30 cm. Museo del Louvre, Parigi

Nel 1438 Pisanello si trovava al concilio di Ferrara, dove ricevette l'incarico di artista ufficiale, e in tale veste ritrasse dal vero l'imperatore Giovanni VIII Paleologo, realizzando una famosa medaglia che fu per lui la prima e che fece da prototipo per l'intera medaglistica rinascimentale. L'effigie dell'imperatore, con la tipica berretta, entrò nella memoria artistica europea, venendo copiata da moltissimi artisti anche a distanza di molti anni, tra i quali spiccarono Filarete (Porta di San Pietro), Piero della Francesca (Flagellazione e Vittoria di Costantino su Massenzio), Perugino (Episodi della vita di san Bernardino), Vittore Carpaccio (Storie di santo Stefano), Jean Fouquet (in due miniature), Hans Holbein il Vecchio (Pala di Kaisheim), ecc.
Lo status del pittore è testimoniato, oltre che dalla prestigiosa commissione, anche dal fatto che gli sia lasciato apporre la firma sul verso, che in un certo senso, vista la notevole diffusione e il successo nelle corti dell'opera, fu un'ottima iniziativa di "marketing" personale: da allora in poi il suo viaggiare per le corti italiane fu vorticoso, richiestissimo per nuove medaglie e per opere pittoriche; farsi effigiare da Pisanello divenne quasi uno status a cui pochi signori della penisola rinunciarono.
Al concilio di Ferrara Pisanello fu impegnato anche in una cospicua produzione di disegni, con la sua curiosità sollecitata continuamente dall'esotica corte bizantina: ritrasse gli abiti dei dignitari e delle dame, le curiose fogge dei cappelli, gli animali al seguito e in particolar modo i cavalli, dei quali studiò con attenzione particolari quali le narici spaccate alla bizantina o i complessi intrecci dei crini della coda.
A questo o a un altro soggiorno ferrarese è attribuito anche il Ritratto di principessa estense, forse Ginevra d'Este.

### Terzo soggiorno a Mantova

Medaglia di Gianfrancesco I Gonzaga, 1439-1440. Bronzo

Nella seconda metà del 1438 esplose una pestilenza a Verona e molti cittadini, essendo in atto una guerra tra Filippo Maria Visconti e la Repubblica di Venezia, si rifugiarono nell'alleata Mantova. Gianfrancesco Gonzaga, già capitano delle truppe veneziane, passò però improvvisamente ai milanesi (4 luglio) e lasciò che i suoi soldati compissero scorribande nella campagna veronese. Il governo di Venezia ordinò al podestà di Verona di richiamare in patria tutti gli emigrati, ma da tale ordine pare si sottrasse Pisanello, che era documentato ancora a Mantova il 12 maggio 1439. Nel frattempo a Verona faceva testamento e moriva la madre di Pisanello, verso la fine del 1438.
Tra il 17 e il 20 novembre 1439 i rapporti tra Mantova a Venezia si aggravarono maggiormente, quando il Gonzaga per conto dei Visconti attaccò sotto la guida di Niccolò Piccinino proprio la città di Verona, una delle roccaforti della Serenissima, che venne saccheggiata e brevemente occupata. Pisanello, che per compiacere il proprio protettore si trovò a militare nelle file nemiche alla sua città natale, celebrò l'impresa con le medaglie di Gianfrancesco Gonzaga e del Piccinino (1439-1440), inimicandosi i veneziani che successivamente, nel 1441, lo accusarono di tradimento.

### A Milano e Ferrara
Nel 1440 Pisanello si trovava a Milano, chiamato a deporre nel palazzo dell'Arengo (11 maggio) sui fatti della guerra del novembre precedente, in qualità di testimone oculare. A questo soggiorno viene riferito il conio della medaglia di Filippo Maria Visconti.
Nel 1441 a Mantova è registrata una ritenuta di cento ducati a carico di Pisanello per certi debiti da lui contratti. A quella data risale anche la gara tenutasi a Ferrara con il pittore veneziano Jacopo Bellini: Niccolò III d'Este sfidò i pittori a chi eseguiva il miglior ritratto del figlio Lionello, scegliendo poi come vincitore Jacopo, anche se si conosce solo l'opera di Pisanello. L'avvenimento non segnò però una diminuzione dell'apprezzamento del pittore veronese presso la corte estense, tanto che nel corso dei tre-quattro anni successivi eseguì ben sei medaglie per Lionello.

### La contesa con Venezia

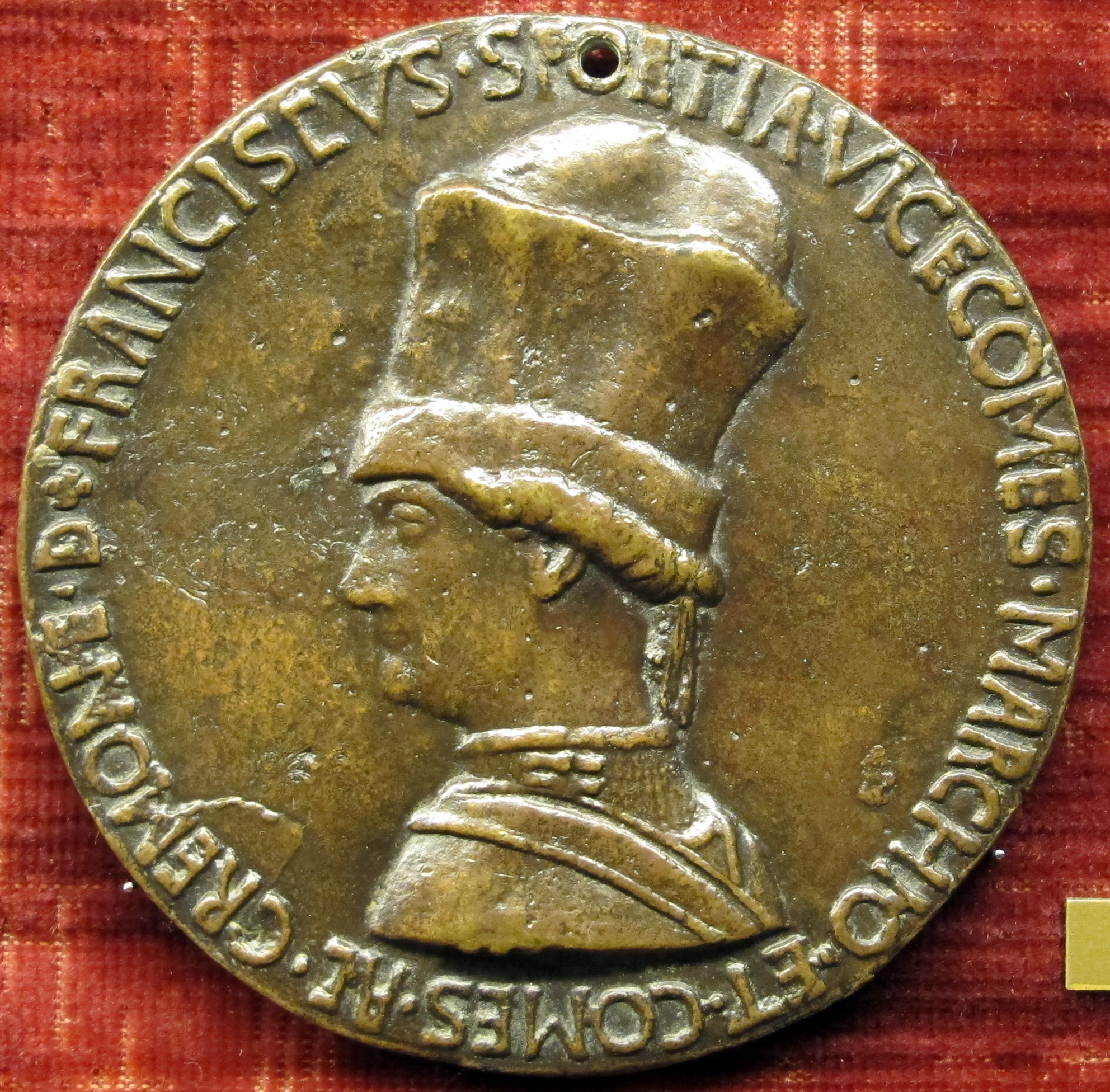
Medaglia di Francesco Sforza, 1441-1442. Bronzo

I guai con Venezia cominciarono nel luglio 1441, quando i rettori di Verona inviarono al Consiglio dei Dieci veneziano una relazione sugli avvenimenti dell'assedio e occupazione, dichiarando Pisanello coinvolto e accusandolo di un comportamento biasimevole presso la casa di un suo congiunto, padre di suo cognato, il notaio Andrea della Levata. Altri testimoni lo accusarono del saccheggio dei beni del banco dei pegni di un tale Simone ebreo, situato di fronte alla chiesa di San Biagio. Solo la testimonianza di un sarto di nome Bonaccorsi tentò di scagionarlo dicendo che l'artista aveva tentato di scongiurare il saccheggio ed era stato per questo percosso dagli altri assaltatori.
Nel 1442, mentre Pisanello era tornato da Ferrara a Mantova per via fluviale, il governo della Serenissima, su un'istanza avanzata dalla comunità veronese, decise di concedere la grazia ai fuorusciti (7 febbraio), compreso Pisanus pictor, purché essi si presentassero entro la fine di marzo a Venezia, pena la dichiarazione come ribelli. Ancora una volta Pisanello ignorò l'ingiunzione e il 17 ottobre i Dieci e l'avocador di Venezia, venuti a sapere che l'artista avrebbe ingiuriato la città lagunare parlandone «pro verbis turpibus et hinonestis» a Mantova col marchese Ludovico Gonzaga, lo condannarono a venire confinato in Venezia, a non poter vendere alcun bene senza licenza del Consiglio e ad essere considerato ribelle (con relativa confisca di tutti i possedimenti) qualora contravvenisse al decreto, ventilando anche la pena della mutilazione della lingua, poi respinta.
Finalmente Pisanello si presentò ai Dieci, restando in esilio in città. Risalirebbe a quel periodo la medaglia di Francesco Sforza, alleato di Venezia, eseguita forse per rendere meno gravi le sue condizioni di ribelle.

### Il confino a Ferrara

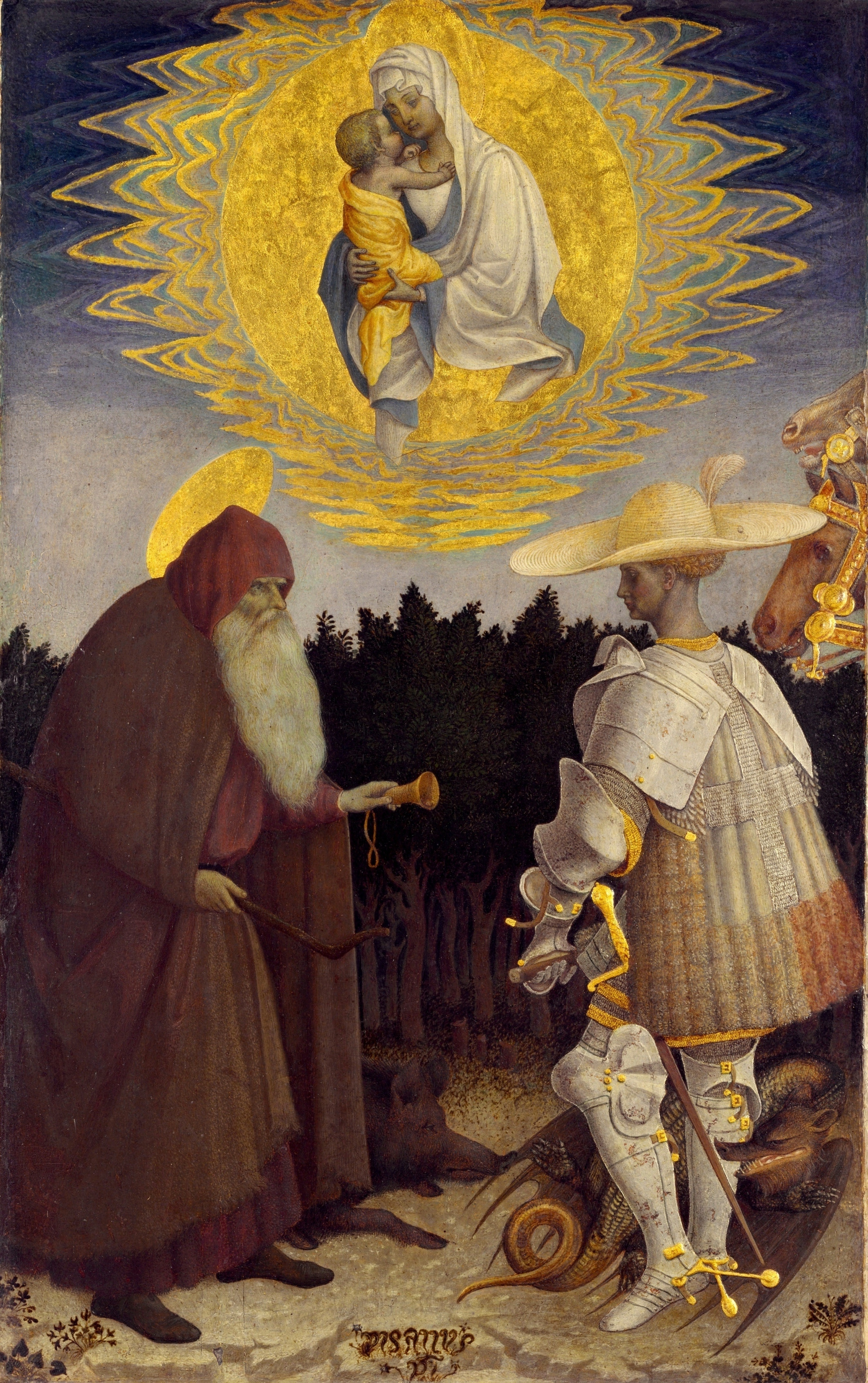
Madonna tra i santi Antonio Abate e Giorgio, 1445 circa. Tempera su tavola, 47×29 cm. National Gallery di Londra

Il 21 novembre 1442 Pisanello ottenne l'autorizzazione per recarsi a Ferrara per curare i propri interessi, col tassativo divieto di toccare il territorio veronese o mantovano. Il 27 giugno 1443 l'artista ottenne dal governo veneziano un prolungamento del suo soggiorno, probabilmente per compiacere gli Este. Nel frattempo i rapporti con la Serenissima dovettero essere migliorati, poiché si trova nominato come «Pisano pictori fideli nostro».
Durante il soggiorno a Ferrara, bloccato dal tassativo divieto del governo veneziano, Pisanello non poté recarsi a Mantova nonostante l'interesse dei Gonzaga nei suoi confronti, testimoniato da numerose lettere (3 marzo, 11 settembre e 10 novembre 1143, 11 marzo 1444). In queste lettere si cita per la prima volta l'intenzione dell'artista di recarsi a Napoli da Alfonso V e si parla di una tavola dell'Eterno, non nota altrimenti.
Il 15 agosto 1445 un mandato della corte estense registra il pagamento di cinquanta ducati d'oro per una tavola, forse la Madonna tra i santi Antonio Abate e Giorgio oggi alla National Gallery di Londra, sua unica opera su tavola firmata («Pisanus»). Oltre alle sei medaglie per Lionello, Pisanello coniò in questo periodo anche le due per Sigismondo Pandolfo Malatesta e quella di Novello Malatesta (1445), signore di Cesena.
L'8 gennaio 1447 Pisanello era ancora a Ferrara, dove ricevette un pagamento di venticinque fiorini d'oro. Il 26 gennaio delegò il cognato Bartolomeo della Levanta a rappresentarlo a Verona alla stipulazione del contratto matrimoniale della figlia diciannovenne Camilla con Jacopo de Tourtoijs di Martinengo, bergamasco residente a Brescia. Le nozze furono celebrate a Verona l'8 giugno 1448 e nell'atto della dote, che comprendeva un terreno, Pisanello venne citato come residente a Ferrara in contrada Santa Maria in Vado.

### L'ultimo soggiorno a Mantova
Nel 1447 circa il decreto di confino del governo veneziano dovette essere annullato, sebbene non se ne abbia documentazione. In quell'anno il pittore doveva infatti essere tornato a Mantova, come suggeriscono le date inscritte sulle medaglie di Cecilia Gonzaga e di Belloto Cumano. Allo stesso periodo risalirebbero anche quelle di Vittorino da Feltre e di Ludovico III Gonzaga.
Il 18 agosto 1448, con una lettera d'accompagnamento, Lionello d'Este fece pervenire a Pier Candido Decembrio, umanista e segretario di Filippo Maria Visconti, la medaglia per lui fatta da Pisanello.

### A Napoli

Medaglia di Inigo d'Avalos, una delle ultime opere conosciute di Pisanello, 1449. Bronzo

Nel 1449 Pisanello raggiunse la corte napoletana di Alfonso V d'Aragona, dove è documentato almeno dal 14 febbraio. Al pittore vennero conferiti straordinari onori e privilegi, ricevendo nello stesso anno anche un carme elogiativo del Porcellio. In quell'anno è datata la prima medaglia di Alfonso e per analogia vengono attribuite allo stesso anno le altre due con l'effigie del sovrano e quella di Inigo d'Avalos, cortigiano e feudatario del Regno.

### La morte
Dopo il 1449 i documenti tacciono sulla vita dell'artista e si interrompe anche l'attività di medaglista, il che ha fatto pensare alla morte negli anni immediatamente successivi, in genere il 1451. Alcuni documenti indiretti però suggeriscono una data più avanzata, come il testamento del cognato Bartolomeo della Levata, che il 14 luglio 1455 citò Pisanello come debitore, come se fosse ancora vivo. Un'altra testimonianza è una lettera del 31 ottobre 1455 spedita da Roma a Carlo de' Medici al fratellastro Giovanni, dove si parla dell'acquisto di 30 medaglie d'argento «da un garzone del Pisanello che morì di questi dì», in cui però non si capisce se la menzione è riferita all'artista o al garzone, anche se sembra più plausibile il primo. Il Facio dopotutto nel 1456 parlò di Pisanello al passato, come se fosse già morto. Sulla base di questa documentazione oggi l'ipotesi più accreditata per il decesso dell'artista è legata all'ottobre 1455.
Non è chiaro se morì a Napoli o altrove. Alcuni ipotizzano che ebbe modo di tornare a Mantova, dove aveva mantenuto il titolo di pittore di corte, che di lì a poco sarebbe passato ad Andrea Mantegna.

## Spazio pittorico

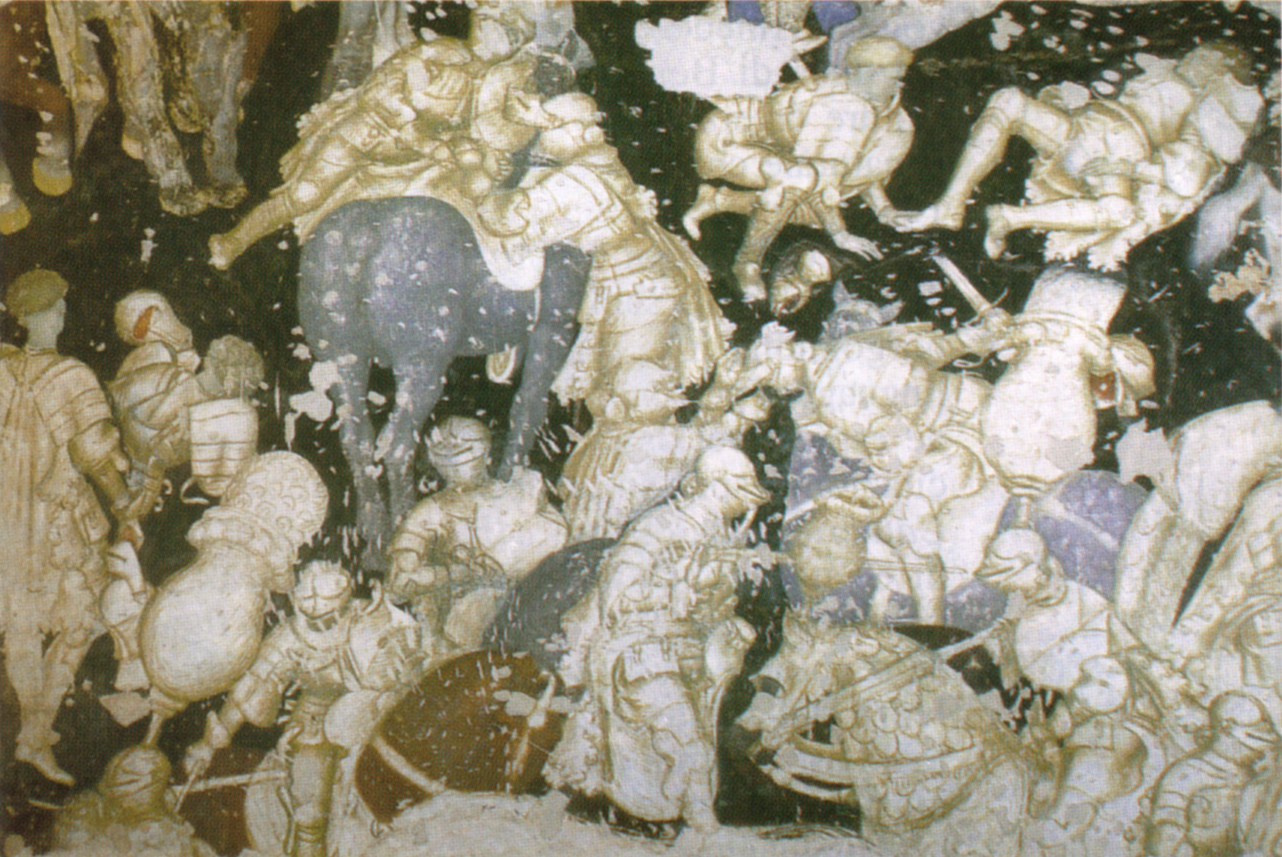
Torneo-battaglia di Louvezerp, dettaglio, 1440. Affresco. Palazzo Ducale, Mantova

Pisanello, sebbene influenzato dall'Umanesimo e dagli artisti del Rinascimento, rimase sempre ancorato a una visione tardogotica, soprattutto in pittura. La spazialità, come si vede bene nelle Scene di torneo del Palazzo Ducale di Mantova, è composta per semplici accostamenti di figure, con una dilatazione in tutte le direzioni, senza alcun centro focale e senza limite, anzi la pittura attraversava anche gli spigoli per annullare illusionisticamente la parete. Ogni frammento viene analizzato e riprodotto con un'attenzione analitica, ma manca un criterio unificatore, creando così un effetto a "caleidoscopio".

## Medaglie

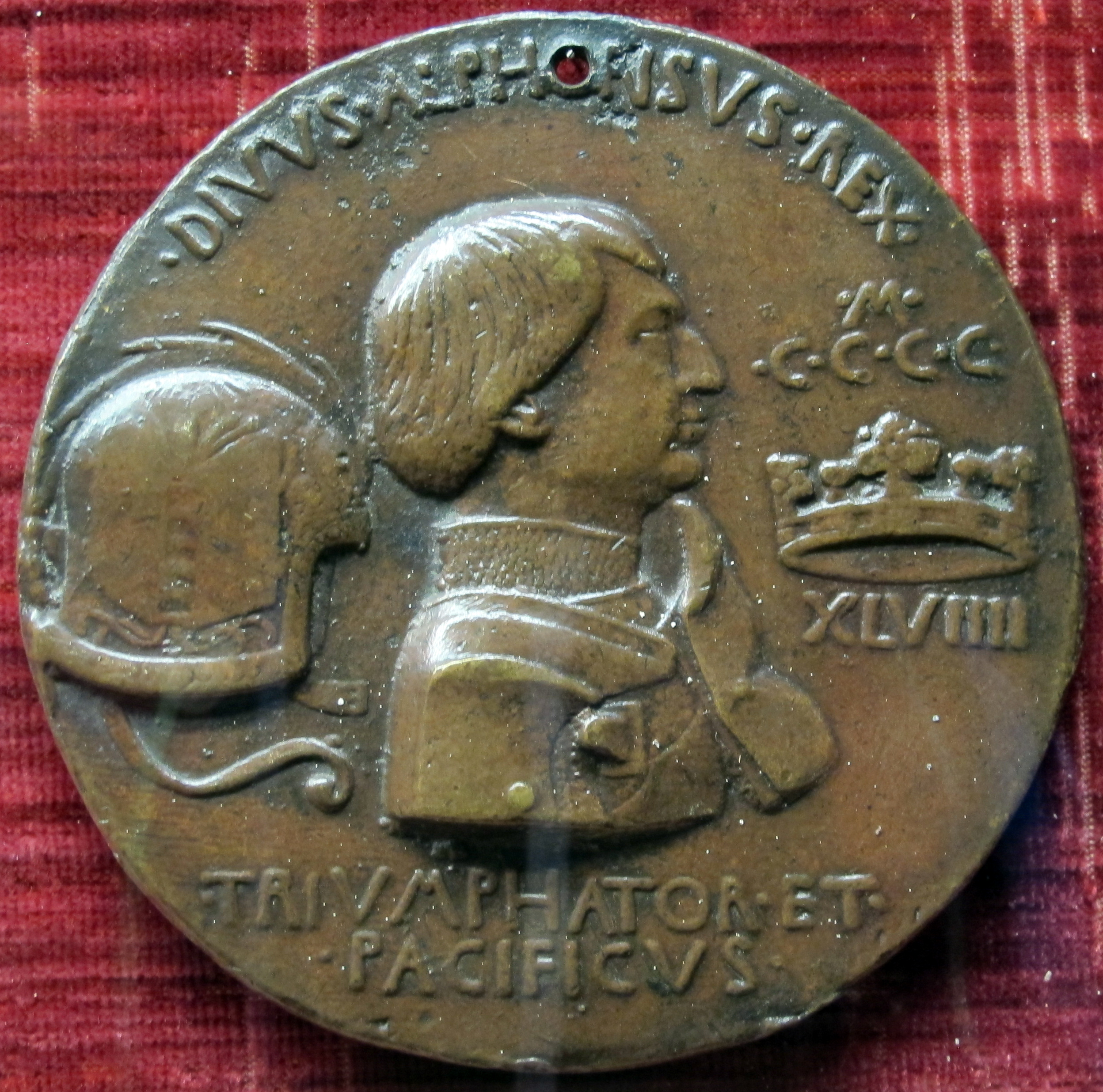
Prima medaglia di Alfonso V d'Aragona, 1449. Bronzo

Pisanello fu uno dei più grandi medaglisti di tutti i tempi, forse il maggiore di sempre, come testimoniano storici dell'arte quali Federico Zeri. Fu il primo a reinventare il genere come lo concepiamo ancora oggi: un ritratto sul recto e un'impresa simbolica, sul verso.
Le medaglie dei signori delle corti italiane (Gonzaga, Este, Malatesta, Corona d'Aragona, ecc.) ebbero uno straordinario successo, grazie al connubio perfettamente equilibrato tra idealizzazione e realismo. I potenti della sua epoca erano effigiati di profilo sul recto, come nelle monete romane, mentre sul verso si trovavano scene allegoriche o figure simboliche altamente evocative. Il tutto era spesso correlato da motti, simboli e attributi vari, secondo un programma celebrativo colto, sintetico e mai retorico, che fa di ogni esemplare un vero e proprio capolavoro.

## Disegni

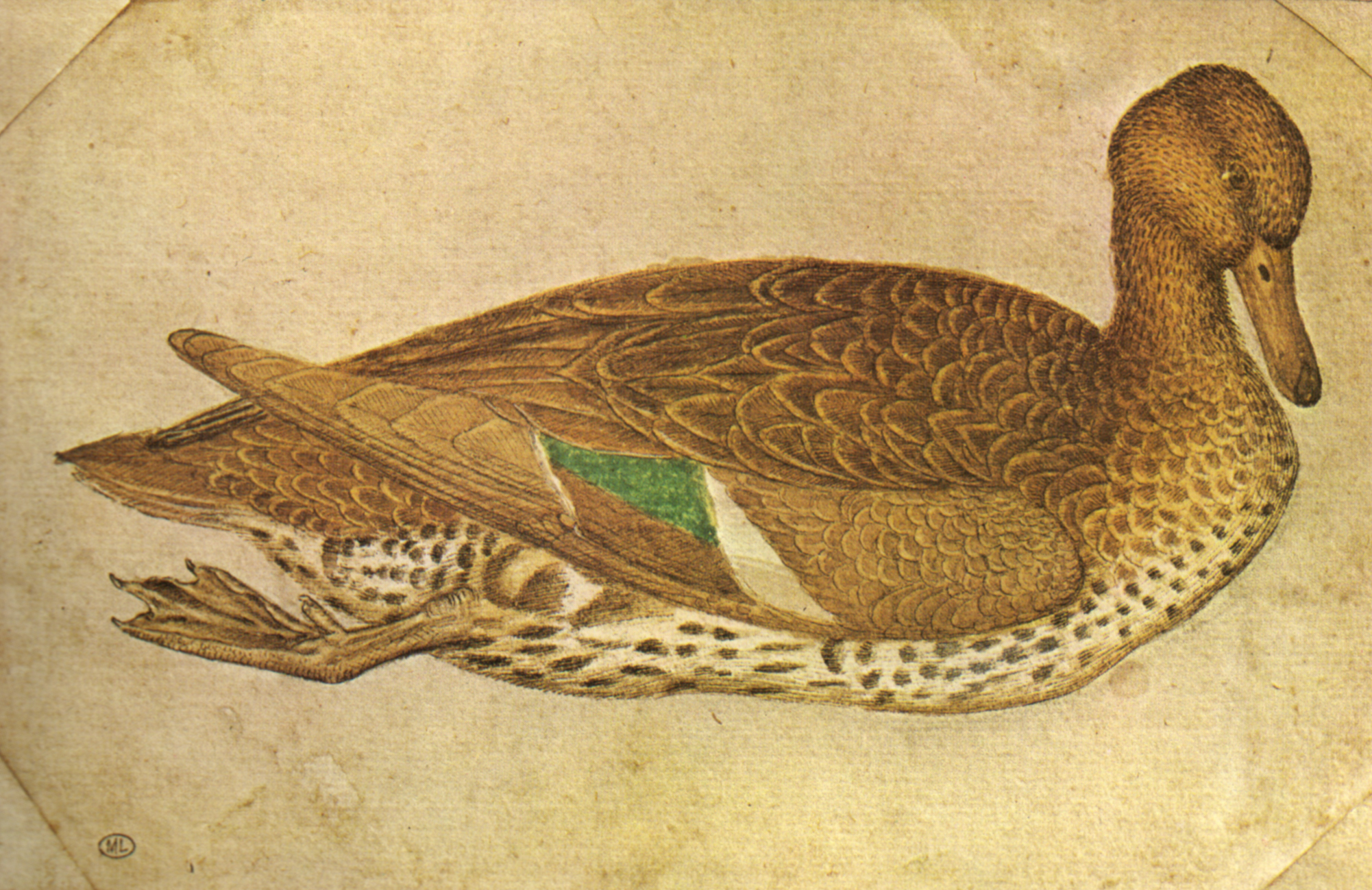
Anatra. Cabinet des Dessins, Louvre

La vastissima produzione grafica di Pisanello testimonia un'attività molto feconda, a differenza delle poche testimonianze pittoriche superstiti. Indubbiamente come disegnatore fu tra i più grandi della sua epoca. In uno degli studi più completi sulla grafica pisanelliana, della Fossi Todorow (1966), vengono elencati 463 fogli gravitanti attorno al nome dell'artista, ma ne vengono accettati come sicuramente autografi solo 80. Il dibattito sull'autografia o meno dell'opera grafica è uno dei più accesi e controversi in merito all'artista, con accrescimenti e sfrondature diversi da studioso a studioso. Molti appaiono infatti nelle raccolte i disegni di artisti della cerchia, di scolari, imitatori e copiatori, mentre non mancano soggetti più generici, riscontrabili nei molti taccuini, repertori di modelli, fogli di figurini e bestiari che circolavano all'epoca, soprattutto in Lombardia e in Italia settentrionale.

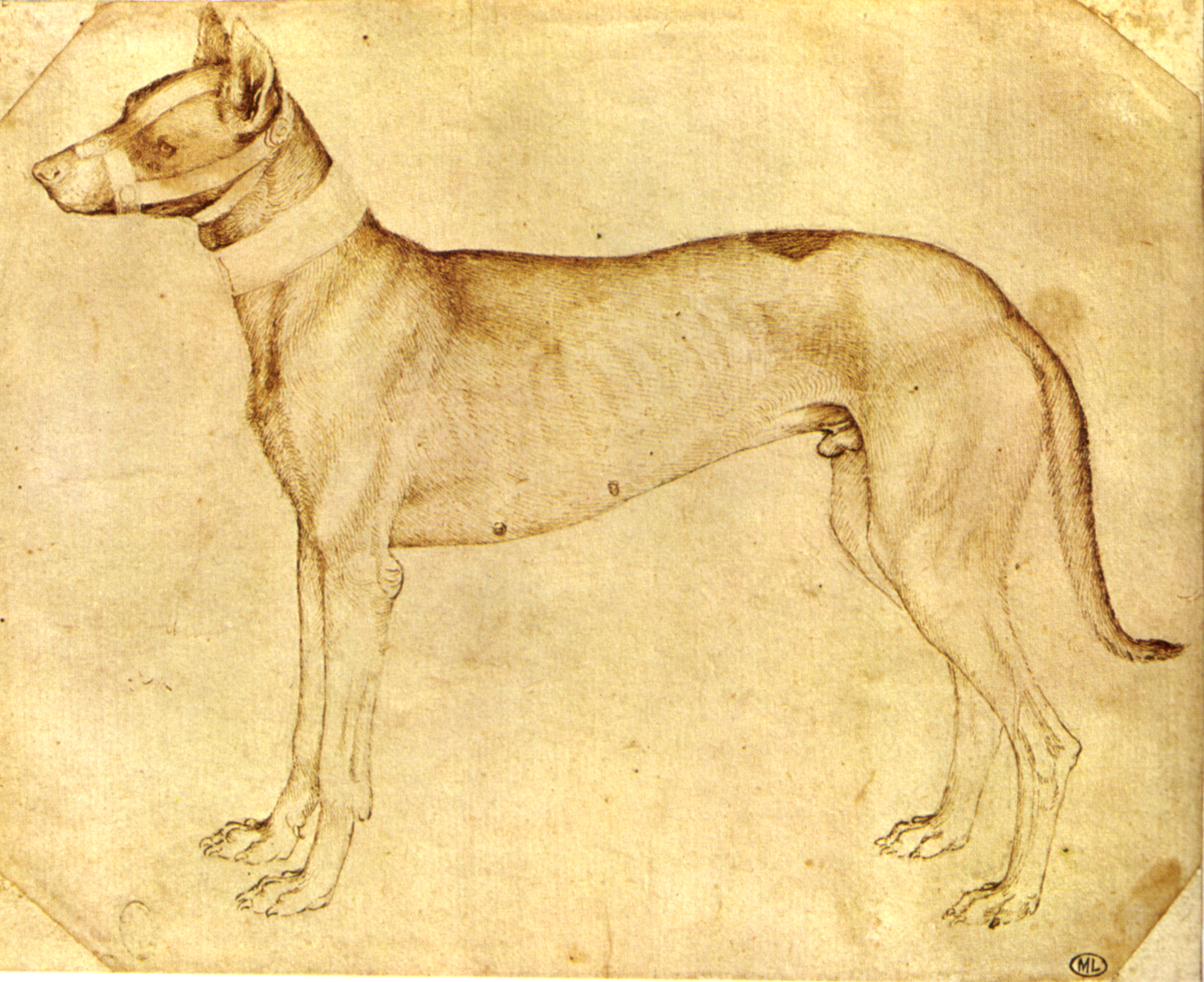
Levriero. Cabinet des Dessins, Louvre

Il gruppo più nutrito di disegni dell'artista e della sua cerchia è il Codice Vallardi del Cabinet des Dessins del Louvre (378 fogli). Segue, a distanza, la raccolta della Biblioteca Ambrosiana (26 fogli), mentre altri fogli sparsi si trovano in collezioni e musei di tutto il mondo. Più studiosi si sono cimentati nella suddivisione e riunione per gruppi dei fogli, arrivando anche a ipotesi suggestive, come quella di un taccuino usato dall'artista nei suoi viaggi o di un "album rosso".

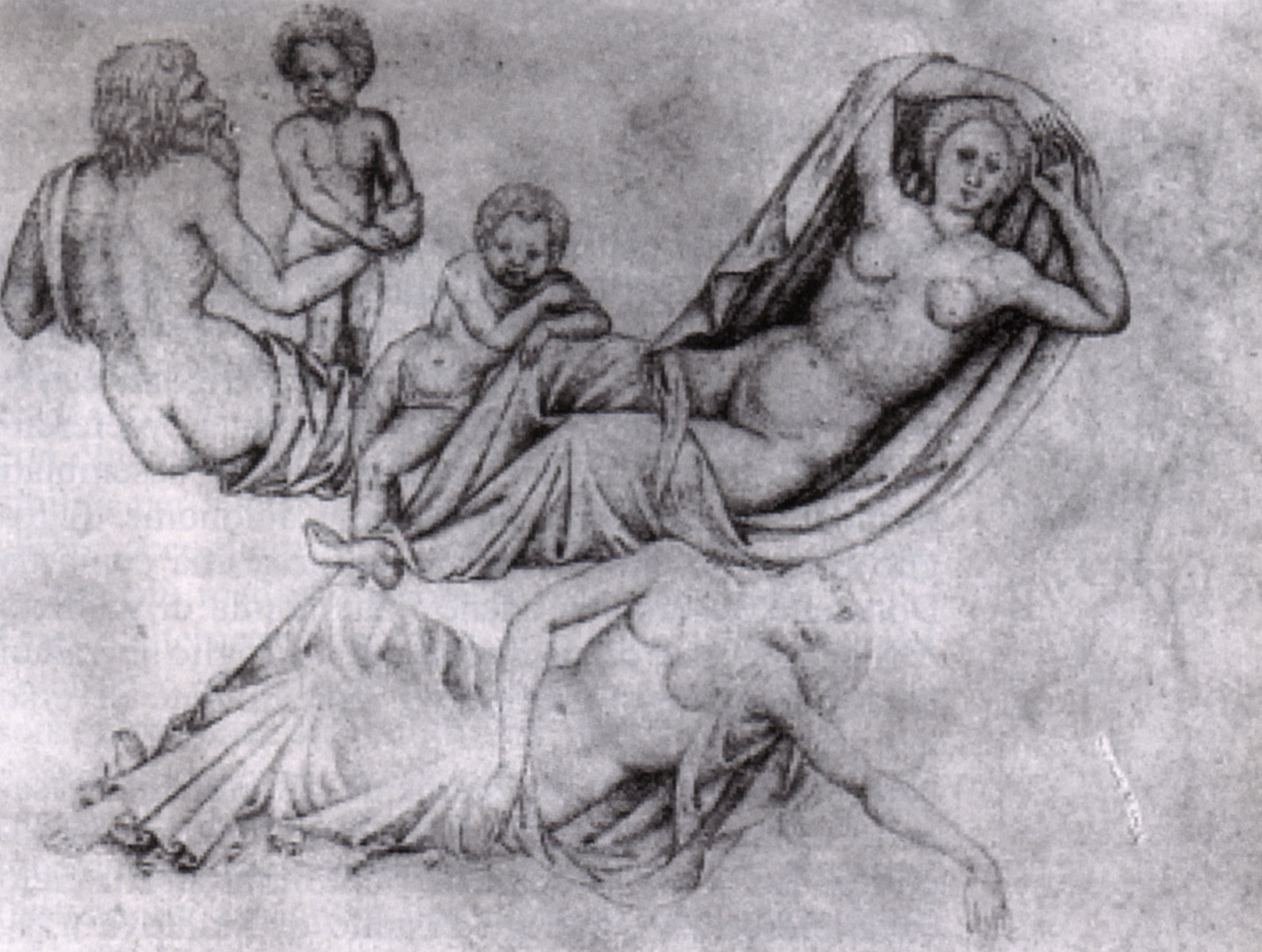
Cerchia di Pisanello, Figure dal sarcofago di Marte e Rea Silvia, 1431-32. Biblioteca Ambrosiana, Milano

I disegni di Pisanello testimoniano la versatilità e l'accuratezza con le quali l'artista studiò la natura, arrivando a vertici di verosimiglianza mai raggiunti prima. È con lui che la produzione grafica arriva alla dignità di arte autonoma: i suoi studi di figure infatti non sono sempre modelli per realizzare qualcos'altro, né solo studi preparatori, ma riproduzioni dal vero, condotte con la minuzia di un'indagine che oggi diremmo "scientifica". Per esempio negli studi destinati a definire la scena del San Giorgio e la principessa (in larga parte al Cabinet des Dessins del Louvre) sono presenti animali, ritratti e specie botaniche, di una potenza espressiva che sembra voler indagare anche i sentimenti e le emozioni.
Negli studi e copie di sarcofagi antichi, eseguiti a Roma nel 1431-1432, si nota come Pisanello e i suoi seguaci fossero stati contagiati dall'interesse per l'antico, inaugurato dal Petrarca nelle corti settentrionali. L'atteggiamento dell'artista verso le opere antiche è però ancora medievale, come dimostra ad esempio il disegno della sua bottega alla Biblioteca Ambrosiana con figure copiate dal sarcofago di Marte e Rea Silvia di Palazzo Mattei a Roma: le figure copiate sono accostate con estrema libertà, senza interesse al contenuto narrativo dell'episodio; esse sono solo fonti per un repertorio, da riassemblare a piacimento per ottenere nuove composizioni.

## Opere
Lista cronologica delle opere pittoriche di Pisanello. Per medaglie e disegni si vedano le rispettive sezioni e sottopagine.
| Immagine | Titolo                                              | Anno       | Tecnica                                  | Dimensioni | Collocazione                                             |
| -------- | --------------------------------------------------- | ---------- | ---------------------------------------- | ---------- | -------------------------------------------------------- |
|          | Madonna in trono con Bambino (attribuzione incerta) | 1420 circa | tempera su tavola                        | 96x49 cm   | Roma, Museo nazionale del Palazzo di Venezia             |
|          | Madonna della quaglia                               | 1420 circa | tempera ed oro su tavola                 | 50×33 cm   | Verona, Museo di Castelvecchio                           |
|          | Tentazione di sant'Eligio (attribuzione incerta)    | 1422 circa | affresco                                 | 315x136 cm | Treviso, chiesa di Santa Caterina                        |
|          | Monumento a Niccolò Brenzoni                        | 1423-24    | affresco                                 | 850x550 cm | Verona, Chiesa di San Fermo Maggiore                     |
|          | San Giorgio e la principessa                        | 1433-38    | affresco                                 | 223x620    | Verona, basilica di Santa Anastasia, Cappella Pellegrini |
|          | Testa di donna                                      | 1431-32    | affresco staccato                        | 58,5×42 cm | Roma, Museo nazionale del Palazzo di Venezia             |
|          | Ritratto di Sigismondo di Lussemburgo               | 1432-33    | tempera su pergamena applicata su tavola | 58,5×42 cm | Vienna, Kunsthistorisches Museum                         |
|          | Visione di sant'Eustachio                           | 1436-38    | tempera su tavola                        | 65×53 cm   | Londra, National Gallery                                 |
|          | Torneo-battaglia di Louvezerp                       | 1436-44    | affreschi frammentari e sinopia          |            | Mantova, palazzo Ducale                                  |
|          | Ritratto di principessa estense                     | 1437       | tempera su tavola                        | 43x30 cm   | Parigi, Museo del Louvre                                 |
|          | Ritratto di Lionello d'Este                         | 1441       | tempera su tavola                        | 28×19 cm   | Bergamo, Accademia Carrara                               |
|          | Madonna tra i santi Antonio Abate e Giorgio         | 1445 circa | tempera su tavola                        | 47×29 cm   | Londra, National Gallery                                 |

### Opere perdute
- Federico Barbarossa supplicato dal figlio Ottone, 1415-1422, affresco, già a Venezia, Palazzo Ducale, Sala del Maggior Consiglio
- San Giacomo aiuta un pellegrino (?), 1423 circa, affresco, Firenze, chiesa di Santa Maria della Croce al Tempio
- Episodi di vita cortese, 1424 circa, ciclo di affreschi, già a Pavia, Castello Visconteo
- Storie di san Giovanni Battista e Storie di Cristo, 1431-1432 circa, ciclo di affreschi, già a Roma, navata centrale della basilica di San Giovanni in Laterano
- Madonna, 1433, dipinto su tavola, citata in una lettera di Lionello d'Este
- Giulio Cesare, 1435, dipinto su tavola (?), citato in documenti come presentato dall'artista a Lionello d'Este
- Sant'Eustachio e San Giorgio, 1436-1438 circa, citato da Vasari nella cappella Pellegrini, basilica di Santa Anastasia, Verona
- Ritratto di Martino V, ne esiste una presunta copia alla Galleria Colonna di Roma

### Opere già attribuite a Pisanello
- Niccolò di Pietro, Quattro storie di san Benedetto, tavole, Uffizi (3) e Museo Poldi Pezzoli (1)[27]
- Bono da Ferrara, San Girolamo in un paesaggio, tavola, National Gallery di Londra[28]
- Artista franco-fiammingo del XV secolo, Profilo di donna, tavola, National Gallery of Art di Washington[29]
- Antonio Alberti o Maestro di Vignola, Resurrezione, affresco, Ferrara, oratorio di Sant'Apollinare[30]
- Maestro dei giochi Borromeo, Scene di giochi cortesi, affreschi, Palazzo Borromeo, Milano[N 3]

## Critica
(Bernard Berenson, North Italian painters of the Renaissance, 1897)
La sintonia tra l'arte di Pisanello e gli ideali e lo spirito della sua epoca e della società in cui visse si manifestò nelle altissime e pressoché unanimi lodi che il pittore ricevette in vita, tributate da numerosi letterati, poeti e umanisti. Gli storici Facio e Flavio Biondo ne fecero menzioni onorevoli, mentre i poeti umanisti Leonardo Dati, Guarino Veronese, Basinio, Porcellio, Tito Vespasiano Strozzi, Angiolo Galli e Ulisse degli Aleotti scrissero per lui elegie e carmi, in latino e in volgare.
Giorgio Vasari, al tempo della prima edizione de Le vite de' più eccellenti pittori, scultori e architettori (1550), poco sapeva di Pisanello, ma la lacuna venne ricucita nella seconda edizione (1568), quando grazie al corrispondente da Verona fra' Marco de' Medici poté scrivere una biografia ben documentata e in larga parte esatta. Scrisse però due errori macroscopici, che influenzarono per secoli tutta la critica successiva: il primo è legato al nome, che indicò in Vittore (solo nel 1902 l'errore è stato scoperto e trovato il vero nome Antonio); il secondo è legato all'attribuzione di una "patente di fiorentinità" piuttosto spregiudicata, indicandolo come allievo di Andrea del Castagno, che valse allo storico aretino le ironie furibonde degli storici veronesi dei secoli successivi. Già al tempo di Vasari comunque alcune delle più importanti opere di Pisanello erano sparite (a Venezia, a Mantova e a Pavia), formandosi quel "vuoto storico" che riguarda lunghi anni della biografia dell'artista.
La sua popolarità calò infatti con la diffusione dei modi rinascimentali, riservando all'autore una lunga eclissi, che durò praticamente fino al secolo dell'Illuminismo, partendo proprio da Verona. Se ne occuparono Dal Pozzo e Scipione Maffei, che criticò aspramente Filippo Baldinucci per aver ignorato l'illustre pittore veronese. Sul finire del secolo espresse un giudizio positivo sull'artista anche Luigi Lanzi. La critica del primo Ottocento trattò Pisanello in termini romantici e apologetici, restando però nell'ambito degli scrittori locali veronesi come Zannandreis e Bernasconi. Nella Storia della pittura italiana (1839-47) Rosini raccolse un gran numero di errori, accumulatisi da Vasari in poi, mentre il veronese Cavalcaselle dedicò al proprio concittadino solo rari e occasionali accenni.
Per un vero e proprio risveglio di studi sull'artista si dovette attendere il terz'ultimo decennio del XIX secolo, quando si iniziò a sbrogliare con un approccio filologico i vari aspetti della vita e dell'opera pisanelliana, riscoprendone gradualmente, e in maniera via via crescente, l'importanza anche come disegnatore e medaglista. Tra i numerosi storici che si occuparono dell'artista, un basilare, primo contributo scientifico venne nel 1896 da Adolfo Venturi col commento ragionato alle Vite, al quale seguì nel 1905 una fondamentale monografia di Hill. Tra il 1908 e il 1913 Biadego mise a punto lo schema definitivo sulla cronologia della vita e dell'opera dell'artista, che fu poi ripreso e sviluppato da Degenhart, con una determinante monografia pubblicata nel 1940. Da allora in poi si sono succeduti gli importanti studi di Venturi (1939), di Thijs (1941), Brenzoni (1952), Coletti (1953) e Sindona (1961). Per l'attività di Pisanello come medaglista il testo principale che aprì la strada agli studiosi successivi fu Corpus of Medals of the Reanissance di Hill (1930), mentre per i disegni la palma va allo studio della Fossi Todorow (1966).
Col trascorrere dei decenni la saggistica sull'autore si è andata infittendo, coinvolgendo molti dei maggiori critici del XX secolo, quali Longhi, Arslan, Salmi, Fiocco, Popham, Pallucchini, Ragghianti, Zeri, Lionello Venturi, Coletti, Boskovits e altri. Nel complesso gli studi moderni si sono orientati su due tendenze principali: una facente capo a Degenhart e seguaci incline a raccogliere attorno al nome di Pisanello il maggior numero di dipinti e disegni, facendo leva su una presunta capacità dell'artista di assorbire novità rinascimentali; l'altra, legata innanzitutto al giudizio di Berenson, pur conclamando apertamente gli altissimi meriti di Pisanello, ne ribadisce l'esclusione dal novero degli artisti del Rinascimento, confinandolo, sebbene in una posizione preminente e conclusiva, nel mondo del Tardo gotico.

### Esplicative
1. ↑  Erroneamente chiamato Vittore Pisano da Giorgio Vasari.
2. ↑  Si stima che solo il 5-8% della produzione pittorica di Pisanello ci sia pervenuta: sebbene si tratti in maggioranza di disegni e medaglie, l'artista si considerò sempre, come traspare dalle sue firme, solo e soprattutto un "pictor", cioè un pittore. In Zeri (1999), p. 33.
3. ↑  Attribuiti a Pisanello da Giuseppe Consoli, poi riferiti ad altri o, più concordemente, a un maestro anonimo, citato in Sgarbi, pp. 36-37.

### Bibliografiche
1. 1 2 3 4  Zuffi (2004), p. 336.
2. 1 2 3  Zeri (1999), p. 33.
3. 1 2 3  De Vecchi e Cerchiari (1996), p. 12.
4. ↑  Gianalberto dell'Acqua, in L'opera completa di Pisanello (1966), p. 5.
5. 1 2 3 4 5 6 7 8 9 10 11 12 13 14 15 16 17 18 19  Chiarelli (1958), p. 83.
6. ↑  Coletti (1953), Magagnato (1958) e Sindona (1961).
7. ↑  In particolare alla cultura lombarda, come Chiarelli (1958).
8. ↑  Come Berenson (1907) e Hermanin (1923).
9. ↑   Stefano Breventano, Istoria della antichità nobiltà, et delle cose notabili della città di Pavia, Pavia, 1570, su books.google.it. URL consultato l'8 maggio 2016 (archiviato il 21 aprile 2015).
10. ↑  Chiarelli (1958), p. 88.
11. ↑  Zeri (1999), p. 35.
12. ↑  Soprattutto Degenhart (1945), seguito poi dal resto della critica.
13. ↑  British Museum n. 1947-10-11-20, Städel di Francoforte n. 5431, Biblioteca Ambrosiana n. 25, Cabinet des Dessins del Louvre nn. 420, 421 e 2451, Museo Boijmans Van Beuningen n. I. 518, Albertina n. 17.
14. 1 2  De Vecchi e Cerchiari (1996), p. 13.
15. ↑  Zuffi (2004).
16. 1 2  Renzo Chiarelli, in L'opera completa di Pisanello (1966), p. 94.
17. ↑  (FR)  Portrait d'une jeune princesse, su cartelfr.louvre.fr. URL consultato il 20 dicembre 2016 (archiviato il 25 settembre 2017).
18. 1 2  L'elenco proviene da Ronchey (2006)
19. ↑  Renzo Chiarelli, in L'opera completa di Pisanello (1966), p. 96.
20. 1 2 3 4 5 6 7 8 9 10 11 12 13 14 15 16 17  Renzo Chiarelli, in L'opera completa di Pisanello (1966), p. 84.
21. ↑  Venturi (1896).
22. ↑  Brenzoni (1952), citato in L'opera completa di Pisanello (1966), p. 84.
23. 1 2  De Vecchi e Cerchiari (1996), p. 14.
24. ↑  Pollard (1983), p. 3.
25. 1 2  Brenzoni (1952), citato in L'opera completa di Pisanello (1966), p. 102.
26. ↑  De Vecchi e Cerchiari (1996), pp. 12-13.
27. ↑   Scheda sulle Quattro storie di san Benedetto nel sito della Soprintendenza per il Polo Museale fiorentino, su polomuseale.firenze.it. URL consultato il 2 agosto 2010 (archiviato il 24 settembre 2020).
28. ↑   Scheda sul San Girolamo in un paesaggio nel sito ufficiale del museo, su nationalgallery.org.uk. URL consultato il 2 agosto 2010 (archiviato il 4 settembre 2009).
29. ↑   Scheda sul Profilo di donna nel sito ufficiale del museo, su nga.gov. URL consultato il 2 agosto 2010 (archiviato dall'url originale il 17 gennaio 2009).
30. ↑   Scheda sul Maestro di Vignola, su fondazionedivignola.it. URL consultato il 2 agosto 2010 (archiviato dall'url originale il 5 maggio 2009).
31. 1 2 3 4 5  Gianalberto dell'Acqua, in L'opera completa di Pisanello (1966), pp. 8-9.